# God Defend New Zealand
God Defend New Zealand este imnul național din Noua Zeelandă

## Versuri
E Ihowā Atua,

O ngā iwi mātou rā

Āta whakarangona;

Me aroha noa

Kia hua ko te pai;

Kia tau tō atawhai;

Manaakitia mai

Aotearoa